# Pamela Franco
Pamela Cristle Franco Viera (Chimbote, 1 de julio de 1988) es una cantante peruana de cumbia.

## Primeros años
Pamela Franco nació el 1 de julio de 1988 en la ciudad de Chimbote, perteneciente a la provincia del Santa, en el departamento de Áncash.
Es hija del cantante y músico Rolando Franco, y de Asunción Viera, siendo la última de cuatro hermanos y criada bajo el seno de una familia que está ligada a la música.[cita requerida]
Sus inicios artísticos se dieron desde que era pequeña, participando principalmente en las actuaciones del colegio de su zona sin descuidar sus estudios. Tiempo después, comenzó a estudiar la carrera de Contabilidad. Mientras cantaba en un karaoke en compañía de amigos, Pamela fue descubierta por el productor musical Nílver Huárac y recibió una propuesta para formar parte de una de sus orquestas, la cual aceptó.
Tras terminar su carrera universitaria (que no fue registrada en la Sunedu), llegó a Lima para trabajar en el diario El Peruano en la sección de contabilidad, la cual abandonó años más tarde.

## Trayectoria
Tras comenzar su carrera artística en un grupo musical local, se integró la banda musical femenina Alma Bella Nueva Generación, de la mano de Nílver Huárac, como una de las vocalistas, en 2014.[cita requerida] Sin embargo, debido a los conflictos internos que tuvo con Huárac, anunció su retiro y se sumó a otras agrupaciones musicales de cumbia como Salsa Bella y Alma Bella de Yolanda Medina.
Tras ponerle pausa a su faceta musical por su embarazo, anunció su incorporación al conjunto Puro Sentimiento en el año 2021, que quedó en propiedad de su entonces pareja sentimental, el cantante y actor Christian Domínguez.
En el año 2022, se retira de la dicha banda y emprendió una carrera como solista formando su grupo musical Pamela Franco & Orquesta.[cita requerida] Como parte del estreno, lanzó la versión de «Nadie sabe lo que tiene» de Ana Gabriel. Asimismo, ganó notoriedad en la cumbia peruana por su interpretación de las versiones musicales de los temas originales de otros artistas.[cita requerida]
Franco se incursionó en la televisión peruana en 2019, siendo presentada en la conducción del programa musical Se pone bueno por la señal de Latina Televisión, sin conseguir el éxito. Además, concursó en el programa de telerrealidad de talentos El artista del año en el año 2021, ocupando el segundo puesto tras dos meses de competencia.
Fue la única celebridad peruana en la lista de los diez más buscados en Google a nivel nacional en el año 2019.
En 2024, Franco fue galardonada en Huamachuco por sus raíces locales. También se propuso organizar una gira europea de la cantante, lo cual resultó en un fracaso económico.
En ese mismo año, Franco asume la conducción del programa televisivo Consume Perú de América Televisión, compartiendo el rol junto al locutor de radio Carloncho, el actor Sandro Monzante y la empresaria y personalidad de televisión Alejandra Baigorria. Sin embargo, fue separada del dicho espacio en julio de 2024 por sus motivos personales, producto de su escándalo comprometedor con el futbolista Christian Cueva, siendo reemplazada por la bailarina y actriz Karen Dejo en el programa.Con Cueva, interpretó las versiones de los temas musicales «¡Nos queremos y qué!» de Vico y el Grupo Karicia, y «El cervecero» de Armonía 10 en ese año.
En ese año prestó su colaboración con la cantante Brunella Torpoco para el lanzamiento del cover de «Dile la verdad» de Caribeños de Guadalupe, obteniendo éxito en la plataforma YouTube, llegando a ocupar el Top 15 de las canciones más escuchadas a nivel nacional.  Desde entonces, su popularidad en la escena musical le valió el reconocimiento como artista revelación femenina por parte de las emisoras Nueva Q y Radiomar.
A finales de 2024, Franco estrena el recopilatorio «Mix Ausencia», comprendiendo su versión del tema «Mil amores».
En 2025, el Club Cienciano eligió a Franco para la presentación anual, papel que Christian Cueva representó para el club, pero del que fue retirado meses antes. Ese mismo año, la producción de TVmos+ la incluyó en el nuevo pódcast Doble sentido, junto a Andrea San Martín y Roxana Molina.

## Discografía

### Álbumes
- 2022: Nadie sabe lo que tiene
- 2022: Mix Zúmbalo/Rumba lambada/Mi corazón[32]
- 2023: Caribe
- 2023: Selena (en vivo)

## Televisión
| Año  | Título             | Rol          | Canal              | Notas                                               | Ref.   |
| ---- | ------------------ | ------------ | ------------------ | --------------------------------------------------- | ------ |
| 2019 | Se pone bueno      | Presentadora | Latina Televisión  | Programa musical, debut televisivo                  | [ 15 ] |
| 2021 | El artista del año | Participante | América Televisión | Reality show de competencia de talentos, 2.º puesto | [ 33 ] |
| 2024 | Consume Perú       | Presentadora | América Televisión | Programa de publicidad y emprendimiento             | [ 34 ] |